# Ace of Aces
Ace of Aces – komputerowa gra symulacyjna produkcji Artech Digital Productions wydana w 1986 roku przez firmę Accolade na komputer Commodore 64. W kolejnych latach gra była przenoszona na inne platformy przez Distinctive Software i Paragon Programming. Gra jest symulatorem lotu i działań wojennych samolotu De Havilland Mosquito podczas II wojny światowej.

## Rozgrywka
W Ace of Aces gracz steruje samolotem myśliwsko-bombowym De Havilland Mosquito, znanym również jako Wooden Wonder (ang. drewniany cud), nazywanym tak ze względu na drewnianą konstrukcję. Akcja tytułu toczy się podczas II wojny światowej na terenie Europy Zachodniej. Gracz walczy po stronie aliantów w siłach RAF. Ace of Aces jest w większym stopniu grą zręcznościową, niż symulacyjną. W intrze gry umieszczona została komputerowa wersja brytyjskiej pieśni patriotycznej Land of Hope and Glory.
Na początku gry gracz ma do wyboru trening oraz wykonywanie właściwych misji. Właściwe misje można wykonywać oddzielnie, po kilka naraz lub wszystkie jednocześnie. Przed ich wykonaniem jest możliwość wyboru odpowiedniego uzbrojenia. Misje polegają na doleceniu do celu oraz na jego zniszczeniu. Możliwymi celami są: niemieckie U-Booty, samoloty-pociski V1 lecące na Londyn, bombowce Junkers Ju 88 oraz pociągi z wrogimi oddziałami i jeńcami wojennymi. W czasie przelotu pomiędzy celami gracz może napotkać także myśliwce Messerschmitt Me-109 i równie niebezpieczne fronty burzowe. Po wykonaniu misji należy wrócić do bazy wypadowej w Anglii. W grze nie występują sekwencje startowania i lądowania.
Rozgrywka odbywa się z perspektywy pilota i operatora uzbrojenia jednocześnie. Jest też możliwość przełączenia widoku na lewą, bądź prawą stronę kabiny, luk bombowy, a także mapę nawigacyjną. Za dokonane zniszczenie oraz zaoszczędzone paliwo otrzymuje się punkty, które umożliwiają po zakończeniu rozgrywki wpisanie się na listę najlepszych wyników.

## Odbiór gry
Ace of Aces zostało dobrze przyjęte przez recenzentów gier komputerowych. Czasopismo „Computer + Video Games” przyznało grze wyróżnienie CVG Hit. W uzasadnieniu napisano, iż gra posiada wystarczająco dużo akcji i napięcia, aby zadowolić nawet najbardziej wymagających graczy. Przyznano również najwyższą możliwą ocenę za grafikę. Julian Rignall z „Zzap!64” stwierdził, iż Ace of Aces jest najlepszym symulatorem wojennym, jaki kiedykolwiek widział. Jego zdaniem, gra ta jest idealnym kompromisem pomiędzy grą zręcznościową a grą symulacyjną. Grafika jest porażająca, a na szczególną uwagę zasługuje efekt przelatywania przez chmury. Z kolei Mike Pattenden z miesięcznika „Commodore User” uznał, że gra jest bardzo realistyczna, ale jednocześnie nie nadmiernie skomplikowana. Pochwalił też efekty dźwiękowe - zwłaszcza odgłosy silników. „Commodore User” przyznał grze wyróżnienie Screen Star.
Gra była powszechnie porównywana z innym symulatorem wydanym w podobnym czasie – Dambusters. W opinii recenzentów Ace of Aces było lepszą grą w każdym możliwym aspekcie.